# Top Gear (magazín)
Top Gear je motoristický časopis publikovaný přes BBC Worldwide a nazvaný po televizní relaci Top Gear. Časopis poprvé vyšel v říjnu 1993 a od té doby je vydáván každý měsíc. Hlavní moderátoři televizního pořadu - Richard Hammond, James May a Jeremy Clarkson - jsou zároveň přispěvateli, spolu s produkčním personálem. Závodník The Stig také vystupuje v silničních testech prováděných časopisem.
Časopis je jeden z nejprodávanějších ve Velké Británii, s více než 200 000 výtisky prodanými za měsíc (červenec - prosinec 2007).
Licencované edice jsou publikovány i v Číně, Česku, Řecku, na Středním Východě (s lokalizovanými verzemi pro každou z arabských zemí), na Filipínách, v Indonésii, Jižní Koreji, Rusku, Holandsku, na Novém Zélandu, v Thajsku, Indii, Rumunsku, Švédsku i v Malajsii (přes Astro) a v Singapuru. Od 7. května 2007 je vydáván v Bulharsku, od 16. listopadu 2007 v Itálii a od 14. února 2008 v Polsku. australská edice je vydávána od června 2008. Hongkongské edice vychází od října 2008 a portugalská verze jen od června 2011.

## Vítězové Car of the Year
- 2004: Nissan 350Z
- 2005: Toyota Aygo & amp; Bugatti Veyron
- 2006: Jaguar XK
- 2007: Subaru Legacy Outback/Ford Mondeo
- 2008: Volkswagen Scirocco
- 2009: Ferrari 458 Italia
- 2010: Citroën DS3
- 2011: Range Rover Evoque
- 2012: Toyota 86 (Subaru BRZ)

## Vítězové Supercar of the Year
- 2006: Ferrari 599 GTB Fiorano
- 2007: Nissan GT-R
- 2008: Chevrolet Corvette C6 ZR1
- 2009: Ferrari 458 Italia
- 2010: Koenigsegg Ager
- 2011: Lamborghini Aventador LP700-4 & amp; McLaren MP4-12C
- 2012: Ferrari 458 Italia Spider
- 2013: Ferrari 458 Speciale

### Automobil desetiletí
- 2010: Bugatti Veyron, cena byla prezentována na Top Gear

## Vítězové Men of the Year
- 2007: Lewis Hamilton, Peter Roberts (navrhovatel silničních poplatků), Colin McRae, Steve Fossett, Dario Franchitti, Luca De Meo, Angela Merkel, Michael Bay.
- 2009: Haruhiko Tanahashi, Sébastien Loeb, Ferdinand Piëch, Volker Mornhinweg, Ross Brawn, Jenson Button, Mark Lloyd (Britský designér Citroënu).